# Попрад-Татри (аеропорт)
Аеропорт Попрад-Татри  (словац. Letisko Poprad-Tatry) (IATA: TAT, ICAO: LZTT) - аеропорт у Словаччині обслуговує гірськолижне курортне місто Попрад. Цей аеропорт є одним з найвищих у Центральній Європі, розташовано на висоті 718 м над рівнем моря, що на 150 м вище за аеропорт Інсбрук в Австрії, і на 989 м нижче за аеропорт Самедан у Швейцарії (який не має регулярних рейсів).

## Історія
Перше польове військове летовище у Попраді з'явилося у 1938. Пасажирські перевезення почалися у 1943 році на лінії Братислава - Сліач - Три Дуби - Попрад - Прешов. У 1970 перед чемпіонатом світу з лижного спорту була побудована злітно-посадкова бетонна смуга і новий термінал аеропорту. У колишній Чехословаччині Попрад-Татри був третім за значенням аеропортом. Найуспішнішим роком для аеропорту був 1976 , коли він обслужив 156 тис. пасажирів.

## Авіалінії та напрямки
| Авіакомпанія | Пункт призначення                           |
| ------------ | ------------------------------------------- |
| airBaltic    | Сезонний: Рига                              |
| Israir       | Сезонний чартер: Тель-Авів (з 3 липня 2019) |
| SkyUp        | Сезонний: Київ–Жуляни                       |
| Wizz Air     | Лондон–Лутон                                |

## Статистика
| Рік  | Пасажирообіг | Зміна   |
| ---- | ------------ | ------- |
| 2014 | 31,694       |         |
| 2015 | 85,224       | +172.7% |
| 2016 | 84,030       | -1.4%   |
| 2017 | 80,605       | -4.1%   |
| 2018 | 88,387       | +9.7%   |

## Ресурси Інтернету
Вікісховище має мультимедійні дані за темою: Попрад-Татри (аеропорт)
- Poprad–Tatry Airport
- Airport information for LZTT at World Aero Data. Data current as of October 2006.Source: DAFIF.
- Airport information for LZTT at Great Circle Mapper. Source: DAFIF (effective October 2006).